# Pheidole havilandi
Pheidole havilandi är en myrart som beskrevs av Auguste-Henri Forel 1911. Pheidole havilandi ingår i släktet Pheidole och familjen myror.

## Underarter
Arten delas in i följande underarter:
- P. h. havilandi
- P. h. sapuana
- P. h. selangorensis